# Live at Topanga Corral
Albums de Canned Heat
Hooker 'n Heat
(1971) Historical Figures and Ancient Heads
(1971)
Live at Topanga Corral est un album live du groupe de blues rock américain Canned Heat, sorti en 1971. 

## Histoire
Contrairement à ce que son nom l'indique, l'album n'a pas été enregistré au Topanga Corral, mais au Kaleidoscope à Hollywood en 1969. À l'époque, Canned Heat était sous contrat avec Liberty Records, qui ne souhaitait pas sortir un album live. Skip Taylor, l'agent du groupe, a donc dit à Liberty que l'album avait été enregistré en 1966 et 1967 au Topanga Corral et l'a sorti chez Wand Records, pour éviter des soucis juridiques. Il existe de nombreuses versions pirates de l'album, qui est ressorti plusieurs fois et est aussi connu sous le nom de Live at the Kaleidoscope.

## Liste des pistes
1. Bullfrog Blues (Canned Heat) – 7:21
2. Sweet Sixteen (Joe Josea, B.B. King) – 10:57
3. I'd Rather Be the Devil (A. Leigh – en réalité Elmore James, Robert Johnson) – 5:10
4. Dust My Broom (Elmore James, Robert Johnson) – 5:46
5. Wish You Would (Billy Boy Arnold) – 8:03
6. When Things Go Wrong (A. Leigh – en réalité Hudson Whittaker) – 9:08

## Personnel
Canned Heat
- Bob Hite – chant
- Alan Wilson – guitare slide, chant, harmonica
- Henry Vestine – guitare
- Larry Taylor – basse
- Fito de la Parra – batterie

Production
- Une production Rainstory,  par Richard Moore et Michael O'Bryant (comme indiqué sur le LP)[2]
- Skip Taylor et Canned Heat  : véritables producteurs.